# فلاديمير جوسيف (دراج)
فلاديمير جوسيف (بالروسية: Гусев, Владимир Николаевич) مواليد 4 يوليو 1982 في نيجني نوفغورود، روسيا، هو دراج روسي في صنف سباق الدراجات على الطريق.

## سجل النتائج

### سباقات أو مراحل فاز بها
- طواف سويسرا

### المراكز
- حقق المركز الـ 5 في طواف فلاندرز 2007

## روابط خارجية
- فلاديمير جوسيف على موقع الاتحاد الدولي للدراجات (الإنجليزية)
- فلاديمير جوسيف على موقع أرشيف الدراجات (الإنجليزية)
- فلاديمير جوسيف على موقع إحصائيات الدراجات الإحترافية (الإنجليزية)
- فلاديمير جوسيف على موقع نسبة الدراجات (الإنجليزية)
- فلاديمير جوسيف على موقع CycleBase (الإنجليزية)